# Cis-diidroetilcatecolo deidrogenasi
La cis-diidroetilcatecolo deidrogenasi è un enzima appartenente alla classe delle ossidoreduttasi, che catalizza la seguente reazione:
cis-1,2-diidro-3-etilcatecolo + NAD+ ⇄ 3-etilcatecolo + NADH + H+
L'enzima è coinvolto nella via di degradazione dell'etilbenzene, nei batteri.